# Nathan Page
Nathan Page (Perth, 25 agosto 1971) è un attore australiano, conosciuto in particolare per l'interpretazione dell'Ispettore Jack Robinson nella serie televisiva australiana Miss Fisher - Delitti e misteri.

## Biografia
Da giovane frequentò l'Australian Institute of Sport insieme a Stuart O'Grady e gareggiò come ciclista professionista, salendo sul podio nei campionati del mondo di ciclismo su pista juniors e gareggiando su strada in Europa insieme a Lance Armstrong. A 19 anni però decise di ritirarsi come ciclista professionista in quanto, come ricordò in una intervista, era determinato a non assumere sostanze dopanti e non riusciva ad essere competitivo contro avversari che ne facevano uso.
In seguito frequentò tre anni di scuola di recitazione e iniziò a recitare in film e serie televisive australiane. Nel 2009 partecipò a tre episodi della serie televisiva Underbelly nel ruolo di Ray 'Chuck' Bennett e nel 2013 interpretò Henry Stokes in cinque episodi delle sesta stagione delle serie. Dal 2012 al 2015 ha impersonato l'ispettore John "Jack" Robinson nella serie Miss Fisher - Delitti e misteri.

## Filmografia

### Cinema
- Strani attacchi di passione (Strange fits of passion), regia di Elise McCredie (1999)
- Sample People, regia di Clinton Smith (2000)
- Noise, regia di Matthew Saville (2007)
- Scorched, regia di Tony Tilse (2008)
- Accidents Happen, regia di Andrew Lancaster (2009)
- Ragazzi miei (The Boys Are Back), regia di Scott Hicks (2009)
- Wicked Love: The Maria Korp Story, regia di Ian Watson (2010)
- Panic at Rock Island, regia di Tony Tilse (2011)
- Sleeping Beauty, regia di Julia Leigh (2011)
- Vote Yes, regia di Nick Waterman - cortometraggio (2014)
- Miss Fisher e la cripta delle lacrime (Miss Fisher and the Crypt of Tears), regia di Tony Tilse (2020)
- Fuga da Pretoria (Escape from Pretoria), regia di Francis Annan (2020)

### Televisione
- White Collar Blue – serie TV, 1 episodio (2002)
- The Secret Life of Us – serie TV, 12 episodi (2003)
- Home and Away – serie TV, 1 episodio (2007)
- All Saints – serie TV, 2 episodi (2008-2009)
- Underbelly: A Tale of Two Cities – miniserie TV, 3 puntate (2009)
- Paper Giants: The Birth of Cleo – miniserie TV, regia di Daina Reid (2011)
- Redfern Now – serie TV, 1 episodio (2012)
- Miss Fisher - Delitti e misteri (Miss Fisher's Murder Mysteries) – serie TV, 34 episodi (2012-2015)
- Underbelly: Squizzy – miniserie TV, 6 puntate (2013)
- The Hunting – miniserie TV, 4 puntate (2019)

## Doppiatori italiani
Nelle versioni in italiano delle opere in cui ha recitato, Nathan Page è stata doppiata da:
- Francesco Prando in Miss Fisher - Delitti e misteri, Miss Fisher e la cripta delle lacrime
- Massimo Lodolo in Underbelly
- Fabrizio Odetto in Fuga da Pretoria